# 자오 연봉
자오 연봉(일본어: 蔵王連峰, ざおうれんぽう 자오 렌보[*]) 또는 자오산(일본어: 蔵王山)은 일본 혼슈섬 동북 지역의 오우산맥의 일부를 구성하는 능선이다.
과거에는 갓타미네(일본어: 刈田嶺), 와스레즈노산(일본어: 不忘山 와스레즈노야마[*])라고도 불리었다. ‘자오(蔵王)’라는 이름은 수험도의 본존인 장왕권현(자오곤겐)에서 온 것이다.
미야기현과 야마가타현의 경계 지역에 위치해 있으며 주봉은 야마가타 현측에 위치한 구마노다케 산(일본어: 熊野岳 구마노다케야마[*], 해발 1,841m)이다. 활화산 지대로, 여러 지역에 분화구와 칼데라, 온천이 존재하며, 스키장 등 레저 시설도 존재한다. 주 분화구는 오카마호이다.

## 미디어
- KBS 2TV : 《영상앨범 산》

## 참고 문헌
- 平凡社地方資料センター 『宮城県の地名』（日本歴史地名大系第4巻） 平凡社、1987年。
- 平凡社地方資料センター 『山形県の地名』（日本歴史地名大系第6巻） 平凡社、1990年。
- 角川日本地名大辞典編纂委員会 『角川日本地名大辞典4 宮城県』 角川書店、1979年。
- 角川日本地名大辞典編纂委員会 『角川日本地名大辞典6 山形県』 角川書店、1981年。
- 秋葉隆（編著） 『日本地名大百科』 小学館、1996年。
- 日本百名山登山案内　山と渓谷社、1999年。